# 民主中心 (哥伦比亚)
民主中心（西班牙語：Centro Democrático）是哥伦比亚的一个政党，由前总统阿尔瓦罗·乌里韦、前副总统弗朗西斯科·桑托斯·卡尔德和前财政部长奥斯卡·伊凡·祖卢加在哥伦比亚成立。它自我描述为一个“中间派”政党，但是在意见团体中，它通常被认为是右翼或极右翼政党。
该党成立于2013年。其中一个关键因素是政府与哥伦比亚武装冲突中主要的左翼反政府游击队哥伦比亚武装力量的谈判。
尽管作为一个坚定的右翼政党创立，但其成员现在来自广泛的政治背景，包括右翼保守党、中间偏右的民族团结社会党，以及左翼替代民主极点的前政治家，如参议员埃弗思·布斯塔曼特。
目前，民主中心是参议院第三大党和众议院第七大党。

## 选举历史
在2014年国会选举中，民主中心赢得了20个参议院席位和19个众议院席位。
在2014年总统选举中，民主中心选择了乌里韦政府期间前参议员和财政部长祖卢加加作为其总统候选人。祖卢加加赢得了第一轮，但随后在第二轮中输给了现任总统桑托斯。
尽管第二轮选举失败，但在国会和总统选举中的选举表现为民主中心提供了一个使其成为哥伦比亚的主要反对党的平台。鉴于其在资金和党组织方面落后于传统政党，该党自那以后已采取措施改善其政治基础。
在2018年总统选举中，民主中心候选人伊万·杜克·马尔克斯在第二轮投票中以53.98%得票率战胜对手古斯塔沃·彼得罗，当选哥伦比亚总统。
在2022年国会选举中，民主中心赢得了13个参议院席位和15个众议院席位。

## 意识形态
右翼民粹主义
民族保守主义
社会保守主义
反共主义

## 相关活动
2018年11月19日，哥伦比亚民主中心党干部考察团在党主席马丁内斯的率领下访问中国大陆并受到会见。